# Rheinmetall Taifun
Die Rheinmetall Taifun war ein Projekt zur Entwicklung eines unbemannten Fluggerätes (UAV, von dem englischen unmanned aerial vehicle) zur Suche, Identifikation und präzisen Bekämpfung militärischer Einzelobjekte. Die Taifun wurde auf Basis der Rheinmetall KZO entwickelt. Nach dem Erstflug im Dezember 2002 wurde die Entwicklung der Taifun 2003 wegen technischer und rechtlicher Probleme, die mit einer autonomen Angriffsentscheidung durch ein unbemanntes System verbunden waren, eingestellt. Rheinmetall begann nach dem Scheitern der Taifun mit einem Nachfolgeprogramm Tactical Advanced Recce Strike System, aus dem der Rheinmetall TARES hervorging.

## Technik
Nach einem Boosterstart mittels Startraketentriebwerk sollte das Fluggerät durch einen Dieselmotor angetrieben werden. Der bei der Firma AVL Schrick speziell für UAV entwickelte Hochleistungsmotor hätte für das etwa 160 kg schwere Fluggerät eine mittlere Missionsgeschwindigkeit von 200 km/h erlaubt. Der wahlweise Einsatz mit Infrarot-Kamera oder mit Radarsuchkopf hätte auch bei Nacht oder schlechtem Wetter die sichere Zielidentifikation anhand hoch aufgelösten Bildmaterials ermöglicht. Die Bilddaten wären dazu von der Drohne über eine verschlüsselte Funkverbindung an die Bodenstation gesendet worden. Das Fluggerät hatte eine vorgesehene Nutzlastkapazität von ca. 50 kg, eine maximale Flughöhe von 4.000 m und eine maximale Gesamtflugdauer von vier Stunden. Kern der Fähigkeiten der Drohne wäre aber die autonome Verarbeitung der Informationen durch den Bordcomputer gewesen, was eine autonome Erfassung vorprogrammierter Zieltypen ermöglicht hätte.